# Alex Huber
Alex Huber (* 1982 in Zug) ist ein Schweizer Jazzmusiker (Schlagzeug).

## Leben
Huber entdeckte im Alter von zehn Jahren das Schlagzeug; bald darauf erhielt er Instrumentalunterricht an der Musikschule Zug. Zwischen 2004 und 2008 studierte er an der Musikhochschule Luzern bei Norbert Pfammatter, Fabian Kuratli, Pierre Favre und Dejan Terzic; während eines halbjährigen Aufenthalts in Berlin unterwiesen ihn Frank Möbus und John Hollenbeck. Er belegte Meisterklassen bei Kurt Rosenwinkel, Dave Liebman, Jim Black und Tim Berne. Auch weilte er mehrmals in New York, wo ihn Ari Hoenig und Ali Jackson unterrichteten.
In der Schweiz gründete er das Sonar  Ensemble mit Gitarrist Dave Gisler und Bassist Raffaele Bossard. Ab 2011 lebte er in Berlin, wo er das Quartett Chimaira gründete, zu dem Philipp Gropper, John Schröder und Oliver Potratz gehören. Huber schrieb auch für die Band, mit der er seit 2012 zwei Alben veröffentlichte. Zudem spielte er regelmässig mit der irischen Sängerin Lauren Kinsella, dem Saxophonisten Urs Leimgruber (Lightnings) sowie als Sideman in verschiedenen Projekten. Auch ist er auf Alben mit Japrazz, dem Lucerne Jazz Orchestra und im Duo mit Silke Eberhard zu hören. Seit 2014 lebt er wieder in der Schweiz.
Huber ist Förderpreisträger des Kanton Zug;

## Diskografie
- Kinzelmann/Pianca/Senni/Huber Why Don't You Go Outside? (Wide Ear Records, 2013)
- Sonar Ensemble While You Were Gone (Unit Records, 2010; mit Dave Gisler und Raffaele Bossard)
- Lauren Kinsella, Alex Huber All This Talk About (WildeEar, 2012)
- Silke Eberhard & Alex Huber Singen sollst Du … (Not Two Records, 2012)
- Chimaira There Is No Alternative (WildeEar, 2014)